# Skyland Resort
Het Skyland Resort was oorspronkelijk een kleine privé-gemeenschap in de Blue Ridge Mountains van Page County, Virginia, en ligt langs het hoogste punt van de Skyline Drive met een mooi uitzicht op de Shenandoah-vallei.
Het Skyland Resort heette oorspronkelijk Stony Man Camp. Het werd in 1895 aangelegd door George Freeman Pollock, een jonge man uit Washington D.C. wiens vader het grootste deel van het land rond het resort in bezit had. Skyland werd aangelegd als een plaats waar invloedrijke personen uit de grote steden heen kwamen om te relaxen en zich te ontspannen. Vroeger werd het gepromoot als "dude ranch". Toen het opende gebeurde het vervoer via paard of kar. Het concurreerde met het nabijgelegen Panorama Resort dat in 1924 de deuren opende.
Rond 1931 werd het door de overheid geconfisqueerd en opgenomen in het Shenandoah National Park dat in 1935 opende en de Skyline Drive werd erlangs aangelegd. Het Skyland Resort werd niet afgebroken om de natuurlijke schoonheid te herstellen; iets wat in het grootste deel van het Park wel gebeurde. Daarentegen werden de accommodaties van het Skyland Resort uitgebreid zodat men tot op heden gebruik kan maken van de aangeboden faciliteiten en er kan overnachten.  